# Tempesta geomagnètica

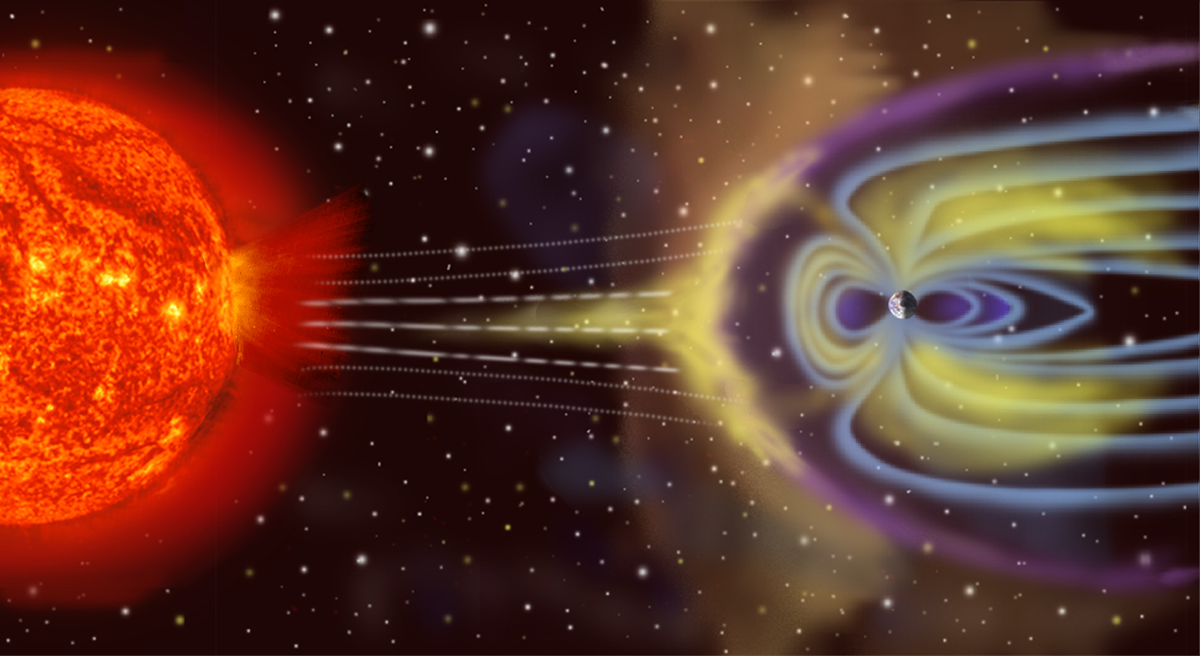
Partícules solars interactuant amb la magnetosfera terrestre

Les tempestes geomagnètiques es produeixen quan un flux gran de radiació emesa pel Sol arriba al camp magnètic de l'atmosfera de la Terra. La pertorbació succeeix quan es produeixen ejeccions de massa de la corona solar. Quan fortes ràfegues de vent solar arriben a la Terra, les ones de radiació xoquen amb la magnetosfera, alterant la intensitat i la direcció del camp magnètic terrestre. La tempesta geomagnètica és una ona de xoc de vent solar que arriba entre 24 i 36 hores després del fet que l'ha produïda. Això tan sols succeeix si l'ona de xoc viatja cap a la Terra. La pressió del vent solar sobre la magnetosfera augmentarà o disminuirà en funció de l'activitat solar. La pressió del vent solar modifica els corrents elèctrics en la ionosfera. Les tempestes magnètiques duren de 24 a 48 hores, encara que poden perllongar-se diversos dies.
En casos extrems, aquests fets poden causar talls d'energia elèctrica, interferències en el funcionament de les comunicacions via satèl·lit i en els instruments de navegació, amb efectes imprevisibles sobre el clima.
Les aurores boreals i australs són espectacles lluminosos provocats per tempestes geomagnètiques. Les radiacions solars poden causar greus danys en aparells electromagnètics.

## Tipus de tempestes
- La tempesta de començament sobtat (SSC: Storm Sudden Commencement), que abasta totes les latituds, més intensa durant el màxim del cicle solar i acompanyada d'una intensa emissió de raigs ultraviolats que afecten les capes ionosfèriques D i E, afegint-se a les pluges de protons ràpids.
- La tempesta de començament progressiu: d'intensitat mitjana, més localitzada; se sol presentar amb una certa regularitat corresponent al període de rotació del Sol.

## Etapes

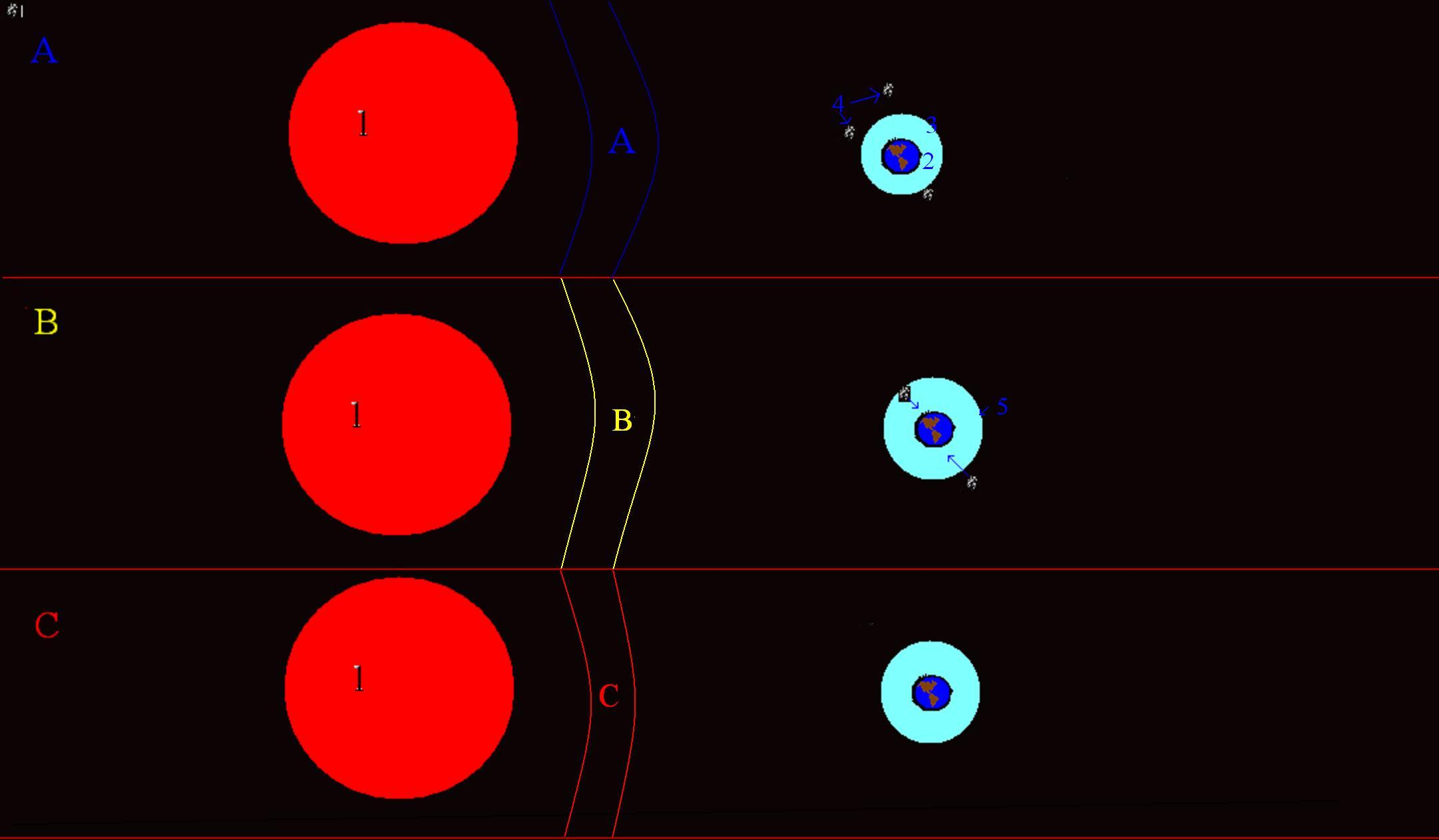
Etapes d'una tempesta solar, on A és l'erupció solar, B la tempesta de radiació i C la CME

- Erupció solar: la primera etapa, que pot trencar les comunicacions. Triga 8 min a arribar. A més, fa que l'atmosfera augmenti de grandària fins a les òrbites dels satèl·lits, alteri les seves òrbites i faci que aquests caiguin a terra.

- Tempesta de radiació: consisteix en un "bombardeig" de radiació contra la Terra. Aquesta pot fregir els circuits elèctrics i atacar les persones. A la Terra, estem protegits gràcies als efectes combinats de l'atmosfera i la magnetosfera. A causa d'això, només afecta els astronautes que no estiguin ben protegits.

- Ejeccions de massa de la corona solar (CME en les sigles en anglès): l'ona més perillosa, ja que danya els satèl·lits i els transformadors elèctrics del planeta pels quals passi electricitat. Danya les comunicacions en tot el planeta. Té camp magnètic: si està orientada al nord, rebotarà inofensivament en la magnetosfera; si està orientada cap al sud, causaria una catàstrofe global, pels danys que ocasionaria.

## Conseqüències
L'estudi i l'observació de l'activitat solar és important a l'hora de predir certes pertorbacions que poden tenir conseqüències negatives greus sobre les telecomunicacions, les xarxes elèctriques i els satèl·lits artificials.

### Elèctriques
Les tempestes geomagnètiques molt intenses poden causar danys en les xarxes elèctriques, sobretot en latituds altes, ja que poden provocar fortes descàrregues que poden produir curtcircuits, avaries en els circuits elèctrics i xarxes de distribució energètiques. El 1965, una tempesta magnètica va causar una avaria al corrent elèctric i va deixar sense electricitat 30 milions de persones al continent americà. El 1989, una avaria similar va afectar 6 milions de persones al Quebec; a conseqüència d'aquest fet, les aurores polars que es van produir es van poder veure fins a Texas.

### Telecomunicacions
Les radiacions d'una tempesta geomagnètica afecta els equipaments electrònics dels satèl·lits artificials i perjudica les comunicacions. Els sistemes miniaturitzats són vulnerables i poden desprogramar el programari dels ordinadors de bord, produint un mal funcionament que afecta una gran quantitat d'instruments que depenen d'aquests satèl·lits, com xarxes de televisió, sistemes de navegació, GPS, telèfon, telègrafs, entre d'altres.

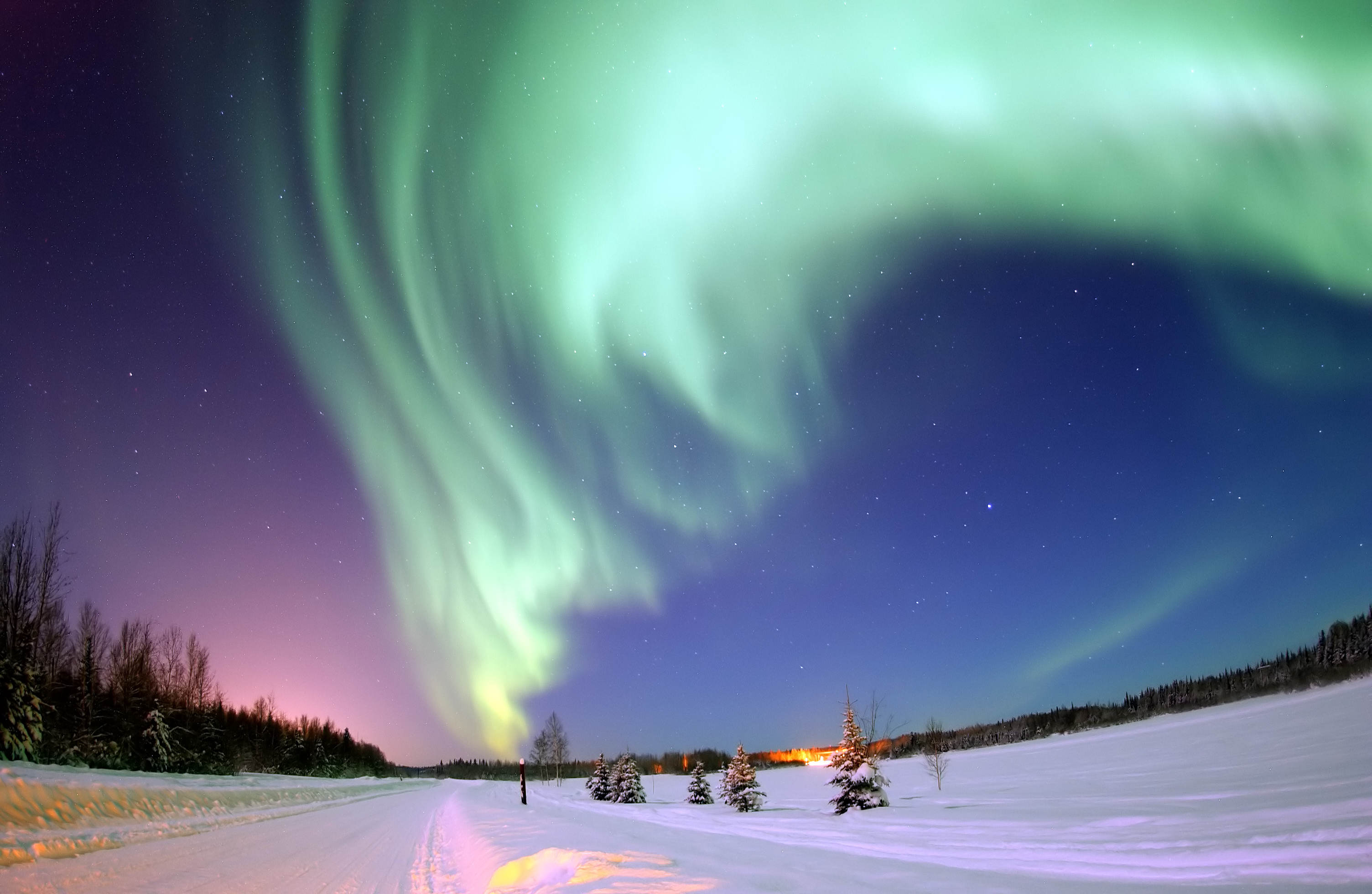
Aurora boreal

### Aurores
Quan les partícules elèctricament carregades ejectades durant les erupcions solars arriben a la Terra, xoquen amb els àtoms d'oxigen i hidrogen de l'atmosfera i produeixen una radiació en la banda visible. Aquesta radiació és atreta pel camp magnètic terrestre en les seves regions més febles, els pols. Com a conseqüència, el cel queda il·luminat per feixos de llum de diferents colors que s'anomenen aurores.

### La radiació
La radiació produïda durant aquestes tempestes pot afectar negativament els éssers vius si no estan ben protegits. L'atmosfera terrestre fa d'escut davant d'aquestes radiacions, però poden ser molt perilloses per als astronautes.